# Малый Беркут
Малый Беркут — упразднённая деревня в Шадринском районе Курганской области. Входила в состав Сосновского сельсовета. Исключена из учётных данных в 2007 году.

## География
Располагалась у южного берега озера Малый Беркут, в 2,5 км к северо-западу от центра сельского поселения села Сосновское.

## История
До 1917 года в составе Иванщевской волости Шадринского уезда Пермской губернии. По данным на 1926 год состояла из 158 хозяйств. В административном отношении входила в состав Сосновского сельсовета Ольховского района Шадринского округа Уральской области.

## Население
По данным переписи 1926 года в деревне проживало 749 человек (357 мужчин и 392 женщины), в том числе: русские составляли 100 % населения.
Согласно результатам Всероссийской переписи населения 2002 года в деревни отсутствовало постоянное население.